# 魚沼市立湯之谷小学校
魚沼市立湯之谷小学校（うおぬましりつゆのたにしょうがっこう）は、新潟県魚沼市にある魚沼市立の小学校。魚沼市内では、湯小と略されることが多い。2017年（平成29年）に魚沼市井口新田地内から魚沼市七日市新田地内に移転し、魚沼市立井口小学校から魚沼市立湯之谷小学校に改称した。

## 沿革
- 1885年（明治18年）12月 - 第14学区七日市新田校として開校
- 1892年（明治25年）11月 - 校舎を井口新田に移し、独立校井口尋常小学校と称す
- 1947年（昭和22年）4月 - 湯之谷村立井口小学校に改称
- 1997年（平成9年）4月 - 大沢小学校と統合
- 2004年（平成16年）11月1日 - 町村合併により、魚沼市立井口小学校となる
- 2010年（平成22年）4月 - 東湯之谷小学校と統合
- 2017年（平成29年）4月1日 - 七日市新田地内に移転し、魚沼市立湯之谷小学校に改称

## 関係者

### 卒業生
湯之谷村立井口中学校時代
- 米山隆一：政治家、医師、弁護士[1]